# Jan Jakub Weingarten
Jan Jakub Weingarten z Weingartenu (1629 Chomutov – 16. října 1701 Praha) byl český právník.

## Život
Po absolvování jezuitského gymnázia v Chomutově přešel na studium práv Praze, kde se zaměřil na české právo. V roce 1666 byl malostranským magistrátem zvolen za druhého syndika. V roce 1677 se stal prvním syndikem a radním Malé strany. O rok později nastoupil jako německý sekretář pražského apelačního soudu. Roku 1689 byl u téhož soudu jmenován titulárním radou a byl zároveň císařem pověřen vypracováním Codexu Ferdinandeo-Leopoldina, který vyšel v prvním vydání v roce 1701. Dílo bylo po Weingartenově smrti dále rozšiřováno o nové dodatky. Roku 1693 povýšil na apelačního radu a v této funkci zůstal až do své smrti. Jeho právní příručky tvoří dodnes základní kompendia pro poznání zeměpanského zákonodárství 17. a počátku 18. století v českých zemích.
Za své zásluhy na poli právní vědy ho roku 1681 Leopold I. povýšil do šlechtického stavu, roku 1683 zasedl mezi rytíři. Koncem života se však jeho rodina dostala do hmotné nouze a byl nucen žádat císaře o finanční podporu.
Byl horlivý zastánce čarodějnické inkvizice a autorem řady právních příruček v nichž doporučoval inkviziční soudní řízení nad osobami obviněnými z čarodějnictví, losinské procesy (životem v nich zaplatilo asi 100 osob) dokonce uváděl jako příklad. Je považován za spojence a dobrého známého Jindřicha Františka Bobliga z Edelstadtu.

## Dílo
- Compendium juris municipalis Pragensis, Praha 1667
- Möglichster Kurtze nach verfasster Teutscher Auszug von Böhmischen Stadt-Rechten, Praha 1668
- Vindemia judicialis oder üblicher Rechtsproceß im Königreich Böhmen, Praha 1669 (další vydání 1672, 1679)
- Kurtz begriffener Auszug der Verneuerten Landes-Ordnungen, Novellen und Declaratorien, Praha 1670
- Fürstenspiegel oder Monarchia des hochlöblichen Erzhauses Oesterreich, Praha 1673
- Speculum Judicum oder Richterspiegel, Praha 1682
- Speculum civium oder Bürgerspiegel, Praha 1690
- Manuale et respective favus mellis, Praha 1694
- Trifolium quatuor foliorum, Praha 1694
- Codex Ferdinandeo-Leopoldinus, Praha 1701